# Kurubachanapade, Sidlaghatta
Kurubachanapade là một làng thuộc tehsil Sidlaghatta, huyện Chikkaballapur, bang Karnataka, Ấn Độ.